# Micaela Ferrer
Micaela Ferrer (Barcelona, 1753-Valencia, 23 de abril de 1804) fue una pintora española y la primera académica de Bellas Artes de San Carlos de Valencia en la especialidad de pintura. Trabajó en la Real Casa Enseñanza de Valencia como maestra en la segunda mitad del siglo XVIII.

## Biografía

### Infancia y juventud
Michaela Ferrer nació en 1753, en Barcelona. Fue la primera mujer que ingresó como académica en la Real Academia de Bellas Artes de San Carlos. La biografía de Micaela aparece muy difusa pero los registros de padrón municipal la sitúan en 1770, a la edad de 16 años, viviendo en la Real Casa de Enseñanza de niñas y colegio de educandas de Valencia, situada en la calle de la Sangre, nº 37, donde trabajaba como maestra. Actualmente la Casa consistorial de Valencia integra parte de esta construcción.

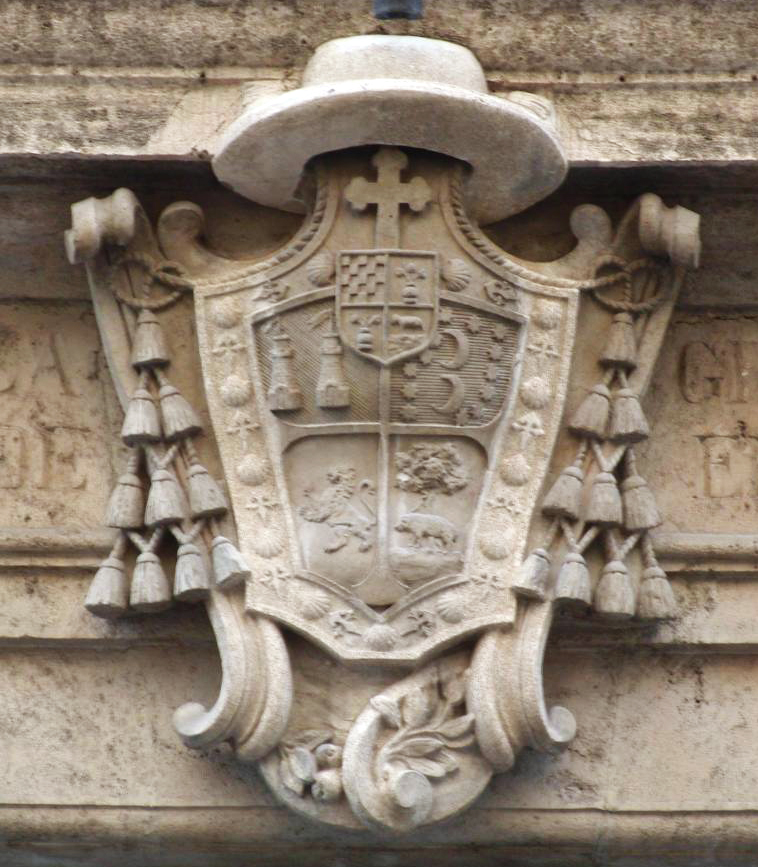
Escudo prelacial del Arzobispo con la inscripción: "Real Casa de Enseñanza de niñas y colegio de educandas"

### Real Casa de Enseñanza
Esta institución fue creada, entre 1758 y 1763, por el arzobispo de Valencia Andrés Mayoral Alonso de Mella (1685-1769) y sucedida por Francisco Fabián y Fuero, que nombró superiora a Catalina Lucena en 1776 para dirigir esta institución de carácter benéfico y que atendía la educación de niñas pobres por un lado y, por otro lado, estaba destinada a la educación de doncellas de distinguido nacimiento. Las maestras acomodadas en esta institución llevaban una vida casi de clausura, estando sujetas a rígidas normas de castidad y obediencia para las cuales pronunciaban unos votos pasados 6 meses que les prohibía salir a solas de la casa, además de aisitir a la iglesia y cumplir con los rezos que comenzaban a las 4,00 de la mañana.

Ninguna Maestra saldrá de casa sin Compañera, la que señalará sólo la Superiora: informada antes á dónde, y á que vá: siedo arbitra de conceder o negar licencia. Y en volviendo se presentaran las dos á misma, para que de todo quede enterada...y la Maestra que no obedezca ciegamente se puede dar luego por despedida
Régimen interior de la Casa Enseñanza, Num. I.- Mandatos provisionales

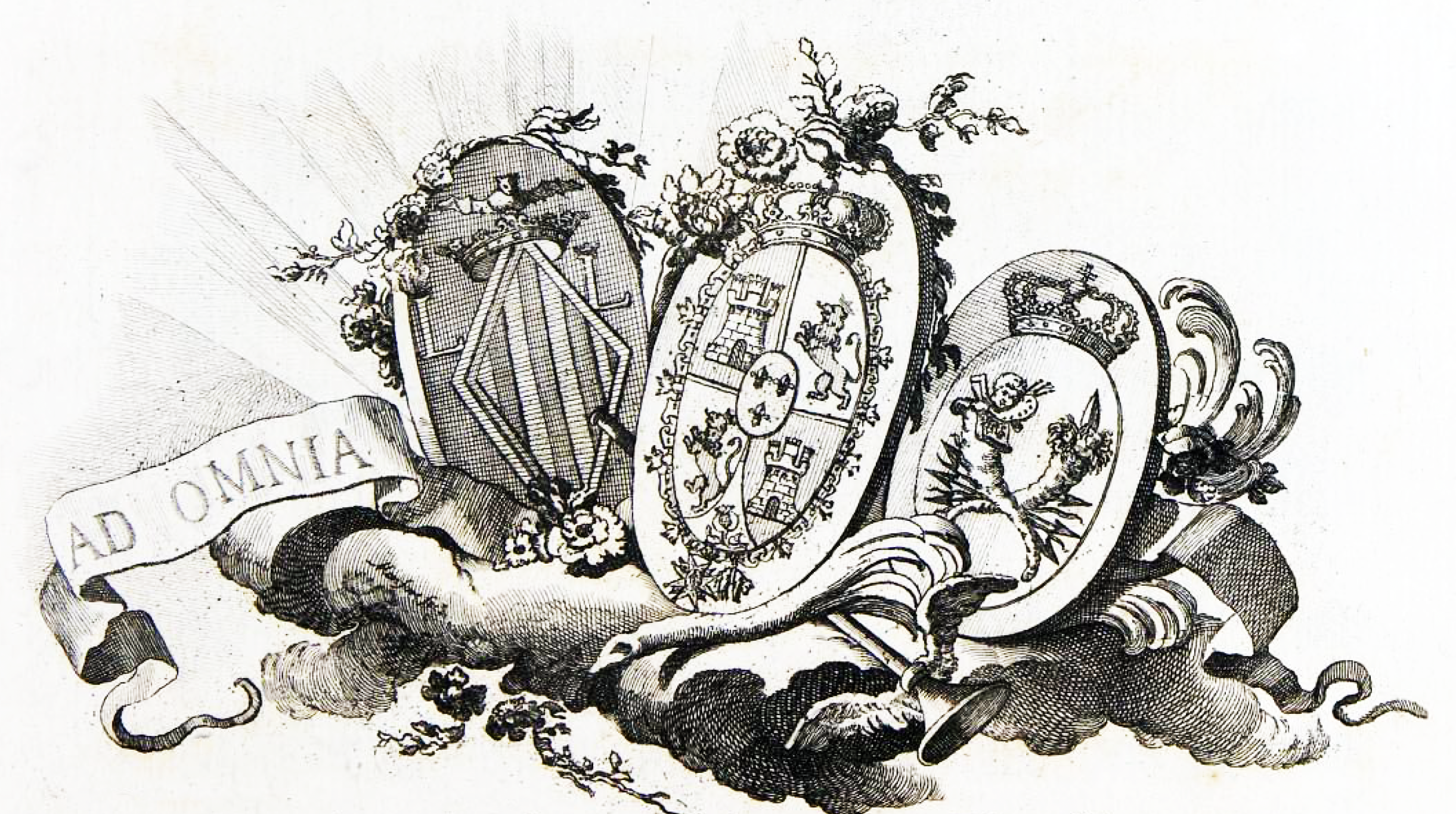
Grabado del libro del actas de la Academia de Nobles Artes de San Carlos de Valencia. 1773

Aunque desconocemos sus orígenes, Micaela Ferrer probablemente nació en Barcelona y perteneció a una familia burguesa o ilustrada que le dio acceso a buena educación y que le permitió acceder al puesto de maestra con 16 años. La razón de porqué se trasladó a Valencia y comenzó a trabajar tan joven debe respaldarse en hipótesis ya que no podemos constatar nada de su existencia anterior a 1770. Lo que si que podemos afirmar es que se trataba de una mujer decidida, valiente y con unos ideales ilustrados de enseñar a los demás y de alquirir conocimiento. Los manuscritos de la institución contemplaban la posibilidad de que las doncellas que lo desearan podían solicitar quedarse allí trabajando como maestras, una vez acabada su educación y pasado un periodo de prueba, o si la institución se encontraba con la necesidad de cubrir una labor como coser, bordar o dibujar, podía proponer a alguna doncella que destacase por su habilidad. Puede ser que Micaela se encontrase en alguna de estas situaciones y eso la llevase a adoptar la decisión de entrar como maestra.
Lo que sí es una certeza es que en esa época en España, el acceso a la educación de clases sociales bajas era casi imposible ya que entre 1750-54, sólo un 8% de mujeres sabía firmar frente a un 54,3% y los conventos religiosos que enseñaban a las niñas limitaban su educación a saber leer, doctrina cristiana, buenos modales y labores de aguja, por lo que el acceso a la educación que tuvo Micaela reafirma la hipótesis de sus orígenes. Entre las enseñanzas que contemplaba la institución se encontraba el magisterio de dibujo y, probablemente debe ser este hecho el que anima a Micaela a presentarse a las pruebas realizadas por la Real Academia de San Carlos para poder obtener la acreditación adecuada. Otra circunstancia que rodea este hecho y que nos puede llevar a tener una visión más amplia de lo que aconteció, es que las maestras junto a las monjas realizaban los cultos religiosos en la capilla de Santa Rosa de Lima. El encargo para la decoración pictórica de frescos y lienzos, y el conjunto escultórico recayó en mano de los hermanos Veragara Gimeno: José e Ignacio respectivamente aunque no podemos asegurar que Micaela los conociera, si que podemos afirmar que el contacto entre estos artistas y el Arzobispo Andrés Mayoral era fluida. Además, ambos artistas habían intervenido en la creación de la Academia de Bellas Artes de Santa Bárbara y, posteriormente, formaron parte de los fundadores de la Academia de Bellas Artes de San Carlos. En esta institución ocuparon puestos docentes y de dirección durante años. José Vergara fue el primer director de pintura en 1765 y, durante 2 trienios, fue director general. Mientras que Ignacio obstentaba el cargo de presidente de la academia cuando Micaela se presentó a las pruebas. La institución contó con la protección de Carlos III y el arzobispo contribuyó económicamente en la creación y consolidación de ambas instituciones, así como mantuvo contacto epistolar con los artistas por lo que no se puede descartar que este hecho animara a Micaela a tomar la decisión de presentarse a las pruebas y así poder avanzar en su formación académica.

### Real Academia de Bellas Artes de San Carlos
La Real Academia de Bellas Artes de San Carlos se constituye el 14 de febrero de 1768 y 5 años después, el 14 de agosto de 1773, Micaela que contaba en ese momento 19 años, presenta un memorial de dibujos y 2 cabezas a óleo, solicitando al tribunal que examinara su trabajo y le concediese el honor del cual la considerasen acreedora. Tras su análisis consideraron que era apata para ser nombrada Académica Supernumeraria, reservándose mayores distinciones cuando la solicitante mostrase sus adelantos. De este modo, durante los años posteriores Micaela se prepara y depura su técnica, volviendo a presentarse al concurso general de la Academia de San Carlos, el 21 de octubre de 1776, con un óleo con el asunto “Abraham e Isaac”, obra por la que finalmente es nombrada Académica de Mérito en la clase de Pintura, el 13 de abril de 1777.

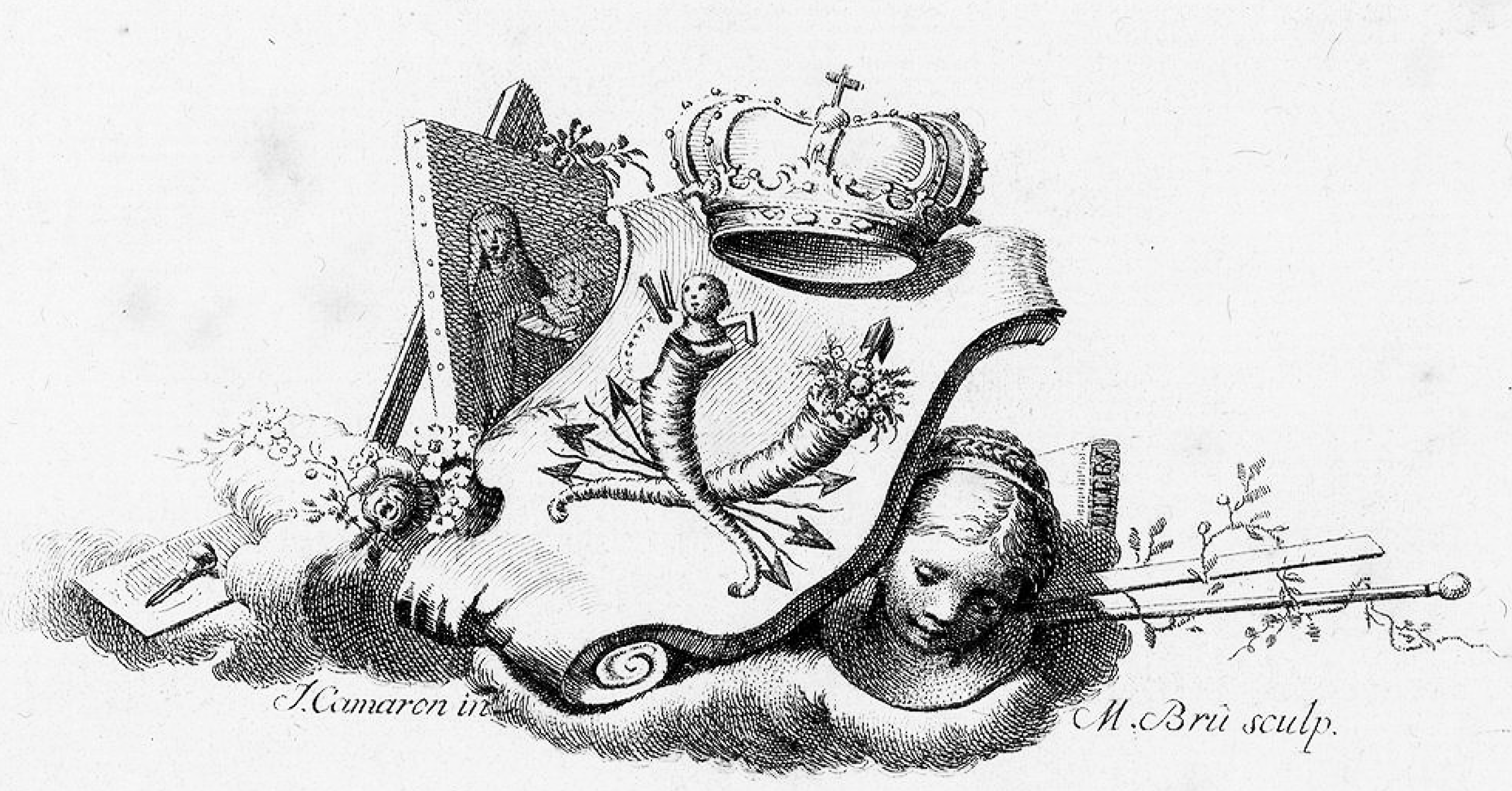
Grabado del libro del actas de la Academia de Nobles Artes de San Carlos de Valencia.1776

Últimamente presentado a la Junta un memorial de Micaela Ferrer, Doncella, de 19 años de edad, con varias obras dibujadas, y otras pintadas al olio, por cuyo mérito suplicaba a la Academia le concediese el honor a que juzgase acreedora. Tras examinar las obras, la junta determina nombrarla Académica Supernumeraria y se reserva la posibilidad de otorgarle mayores distinciones, cuando la solicitante mostrara sus progresos en sus estudios: examinadas las obras fue creada Académica Supernumeraria, reservándose la Junta mayores distinciones, quando la nombrada manifieste sus adelantamientos
Noticia histórica de los principios, progreso y erección de la Real Academia de las Nobles Artes de San Carlos, y relación de los premios, 1773

### Etapa profesional
Una vez nombrada académica, Micaela probablemente siguió ejerciendo como profesora y combinara la labor docente con la pintura profesional, ya que el reglamento de la "Casa Enseñanza" contemplaba que las maestras dispondrían de 5 o 6 horas para trabajar para sí misma, los días que se impartiera clase, y los días libres tendrían todo el día para realizar actividades remuneradas en su propio beneficio, una vez cubiertas la obligación de oír misa. Por lo que Micaela dispuso de tiempo para poder desarrollarse como pintora y realizar encargos privados que le aportarían un dinero extra. No podemos afirmar el tiempo que siguió trabajando como profesora pero lo que si se constata es que, una vez obtenida la categoría de Académica de Mérito se dedicó a la pintura, siendo esta su medio de manutención a lo largo de su vida. No se casó por lo que se mantuvo económicamente gracias a su trabajo, seguramente realizando encargos privados de la burguesía y nobleza valenciana. Este hecho descarta la malograda calificación de "pintora de afición" que se encuentran en algunas biografías. Además si tenemos en cuenta a los pintores que obtuvieron la misma mención en esa época, debemos entender que su destreza estaría al mismo nivel.

### Estilo pictórico
Poco sabemos del estilo pictórico y calidad de las obras de Micaela Ferrer ya que no nos han llegado muestras de las mismas. La localización de su obra pictórica se hace difícil pues su desarrollo estuvo ligado a encargos privados. Por esta razón, entendemos que se encuentra dentro de colecciones privadas y, este hecho, dificulta su catalogación. Independientemente, si podemos afirmar que el producto de sus pinceles alcanzaría gran calidad ya que según el cronista de Valencia Vicente Boix, tuvo una dedicación continua a la pintura y al dibujo, lo que es indicio de que contaría con una clientela numerosa y la pintura fue su medio de vida. Además, para alcanzar su nombramiento tuvo que pasar las mismas pruebas que otros académicos varones de su época de los que no se cuestiona su valía. Probablemente era diestra en la realización de retratos ya que fue este género el que le otorgó su nombramiento como Académica de Mérito, siendo este además un producto muy demandado en esa época por las clases altas de la sociedad.
En primer lugar, debemos destacar la técnica pictória utilizada por Micaela que es el óleo, esto supone un avance y diferencia con respecto a otras artistas féminas de la época que se decantaban por otras técnicas. En segundo lugar y atendiendo a la influencia de su obra, hay investigaciones que sugieren la posible impronta de la obra de José Vergara, no sólo por ser una figura destacada e influyente académicamente en el panorama pictórico valenciano de esa época, sino porque la Capilla de Santa Rosa de Lima, donde Micaela pasaba tantas horas de culto, estaba decorada tanto por el fresco del ábside como por los lienzos que flanqueaban a lo largo de los ocho altares, por obras de este artista. Teniendo en cuenta, la condición de semi clausura que imponía su puesto profesional, su acceso a imaginería pictórica estaría limitado a su entorno más inmediato por lo que la obra de este artista pudo servir de inspiración.

### Fallecimiento
Ferrer falleció en Valencia el 23 de abril de 1804.